# Коротаєв Олег Георгійович
Оле́г Гео́ргійович Корота́єв (рос. Олег Георгиевич Коротаев; 4 вересня 1949 — 12 січня 1994) — радянський боксер напівважкої ваги. Триразовий чемпіон СРСР (1970, 1973, 1975), призер чемпіонатів світу, Європи, СРСР. Майстер спорту СРСР міжнародного класу.

## Життєпис
Народився у місті Свердловськ. Зайняття боксом розпочав у дитячому віці. Перший тренер — Анатолій Богданов. Згодом тренувався у Георгія Джерояна. Закінчив Центральний державний ордена Леніна інститут фізичної культури.
На XX чемпіонаті Європи з боксу 1973 року в Белграді (СФРЮ) дістався півфіналу, де поступився господареві змагань Мате Парлову.
На І чемпіонаті світу з боксу 1974 року в Гавані (Куба) у півфіналі переміг майбутнього олімпійського чемпіона і чемпіона світу серед професіоналів Леона Спінкса (США). А у фіналі знову поступився тому ж таки Мате Парлову.
Спортивну кар'єру завершив у 1976 році. Двічі був засуджений, провів у місцях позбавлення волі 10 років.
Трагічно загинув (був застрелений) у Нью-Йорку (США), де мешкав в останні роки життя. Похований на Ваганьковському кладовищі в Москві.